# Bartomeu Costa-Amic
Bartomeu Costa-Amic (Centelles, Osona 1911 - Ciutat de Mèxic 2002) fou un polític i editor català, exiliat pel franquisme a Mèxic.

## Biografia
Estudià a l'escola de Funcionaris de la Generalitat, on es llicencià en administració pública, i a l'Ateneu Politècnic. De jovenet milità en el Partit Obrer d'Unificació Marxista (POUM). Fou delegat el novembre de 1936 a Mèxic amb la finalitat d'aconseguir diners i armes, i amb l'encàrrec d'Andreu Nin per entrevistar-se amb el president Lázaro Cárdenas, per sol·licitar asil polític per a Lev Trotsky, segons relata ell mateix a les seves memòries.
Quan Bartomeu Costa-Amic arribà a Mèxic el novembre de 1940 com a refugiat de la Guerra Civil espanyola, només tenia una vaga experiència editorial donada pel contacte amb el treball del seu oncle Josep Costa Ferrer, el «Picarol» de revistes satíriques barcelonines com L'Esquella de la Torratxa o La Campana de Gràcia. També, de jove, Costa-Amic havia participat en l'elaboració d'alguna revista, si bé el seu futur professional s'encarrilava cap a l'administració pública. La guerra i el posterior exili van trastocar, com molts altres projectes de vida, les expectatives de treball d'aquest antic militant del POUM.
Un cop instal·lat a la Ciutat de Mèxic, després d'una molt breu estada en la ciutat de San Andrés Tuxtla, es va adonar ben aviat de l'existència d'un públic lector cada vegada més gran que la deficient indústria editorial mexicana no podia satisfer. Això el va decidí a iniciar diversos projectes relacionats amb el món del llibre, els quals, alhora que pretenien convertir-se en negocis, es proposaven convertir-se en eines de promoció cultural i donar noves oportunitat als autors més joves. Al llarg dels anys, Costa portà a terme aquest ambiciós propòsit. Ell mateix ho deia:
"Al llarg dels anys hem tractat d'impulsar la cultura de Mèxic. Hem procurat posar el llibre a l'abast de l'home comú. Per desgràcia entre nosaltres el llibre no és vist com un article de primera necessitat, sinó de cinquena, d'última... Els editors hem de procurar que per a aquest home comú el llibre es converteixi en un element indispensable, oferint-li una lectura amena, que li permeti desenvolupar el gust per llegir... Si no es tracta d'autors consagrats o de temes polítics, econòmics o socials que se situïn en un moment determinat i que exigeixin una publicitat immediata, és molt difícil la publicació de llibres en el nostre mitjà. El veritable editor fa el seu treball per amor al llibre i a la cultura".
El 1940 fundà Ediciones Libres amb el seu amic Julián Gorkín i els mexicans Emilio Abreu Gómez, José Muñoz Cota i David Castañeda. El 1942 es va establir pel seu compte i va dirigir Ediciones Quetzal i després, B. Costa-Amic. Va publicar uns mil cinc-cents llibres d'autors mexicans i uns cinquanta en català, va reeditar obres d'Ausiàs March, Bernat Metge, Jacint Verdaguer o Prat de la Riba, Rafael Tasis o Pere Foix entre d'altres, i es va convertir en l'editor més important en obres publicades en català a l'estranger. També va editar diverses col·leccions centrades en la llengua catalana, en antologies poètiques o en escriptors clàssics. Alhora, fou un dels membres més reconeguts de la comunitat catalana de Mèxic.
Del 1948 al 1954 va viure a Guatemala, on s'encarregà de la fundació de l'Editorial del Ministeri d'Educació de Guatemala.
Va rebre la Creu de Sant Jordi de la Generalitat de Catalunya el 1986, qui també li va atorgar el premi Catalunya Enfora el 1989.

## Obres
- Colón, catalán de Mallorca, sobrino de los Reyes Católicos (1989)
- Leon Trotsky y Andreu Nin, dos asesinatos del stalinismo (1994)